# Слиденко, Тамара Петровна
Тамара Петровна Слиденко (урожд. Пыркова) (род. 18 февраля 1939) — советская баскетболистка. Заслуженный мастер спорта СССР (1965).

## Биография
Вся спортивная биография Тамары Пырковой-Слиденко прошла в родном Ростове. Несколько сезонов отыграла в «Буревестнике». За эти годы стала бронзовым призёром чемпионата страны в 1964 году. В 1967 году в составе сборной РСФСР стала бронзовым призёром Спартакиады народов СССР.
В составе сборной СССР дважды становилась чемпионкой мира и четырежды чемпионкой Европы.

## Достижения
- Чемпион мира: 1964, 1967
- Чемпион Европы: 1962, 1964, 1966, 1968
- Победитель Универсиады: 1965